# Изотопи аргона
Аргон (18Ar) има 26 пoзнатих изотопа, од 29Ar до 54Аr и 1 изомер (32mАr), од којих су три стабилна (36Аr, 38Аr и 40Аr). На Земљи 40Аr чини 99,6% природног аргона. Радиоактивни изотопи са најдужим животом су 39Аr са полуживотом 269 година, 42Аr са полуживотом 32,9 година и 37Аr са полуживотом од 35,04 дана. Сви остали изотопи имају полуживот краћи од два сата и највише мање од једног минута. Најмање стабилан је 29Аr са полуживотом од приближно 4 × 10–20 секунди.
Природни 40К, са полуживотом од 1.248 × 109 година, пропада до стабилног 40Аr путем заробљавања електрона (10.72%) и емисијом позитрона (0.001%), а такође се трансформише у стабилних 40Cа бета распадом (89.28%). Ова својства и коефицијенти користе се за одређивање старости стена кроз датирање калиј-аргон. 
Упркос заробљавању 40Аr у многим стенама, може се ослободити топљењем, млевењем и дифузијом. Готово сав аргон у Земљиној атмосфери је продукт распада 40К, будући да је 99,6% атмосферског аргона на Земљи 40Аr, док се на Сунцу и, вероватно, у примордијалним облацима који стварају звезду, аргон садржи <15% 38Аr и углавном (85%) 36Аr. Слично томе, однос три изотопа 36Аr: 38Аr: 40Аr у атмосфери спољних планета мери се 8400:1600:1. 
У Земљиној атмосфери радиоактивни 39Аr (полуживот 269 година) производи се космичким зрачењем, пре свега од 40Аr. У подземној средини се такође ствара прикупљањем неутрона помоћу 39К или емисијом алфа калцијума. Измерен је садржај 39Аr у природном аргону (8,0 ± 0,6) × 10-16 g/g, или (1,01 ± 0,08) B /kg од 36, 38, 40Аr. [5] Садржај 42Аr (полуживот 33 године) у Земљиној атмосфери је нижи од 6 × 10−21 дела по делу од 36, 38, 40Ар. Многа настојања захтевају да аргон буде потрошен у космогеним изотопима, познат као осиромашени аргон. [7] У децембру 2013. године 36Ар, у облику аргон хидрида, пронађен је у космичкој прашини која је повезана са суперновом Ракове маглице. Ово је први пут да је откривен племенити молекул у свемиру. 
Радиоактивни 37Аr је синтетички радионуклид који се ствара од заробљавања неутрона 40Cа након чега следи емисија алфа честица као резултат подземних нуклеарних експлозија. Полуживот је 35 дана. 

## Главни изотопи аргона
| \| Изотоп \| Изотоп \| Изотоп \| Распад \| Распад \| Распад \| \| \| заступљеност \| полураспад \| начин \| производ \| \| \| ------ \| ------------ \| ---------- \| -------- \| -------- \| -------- \| \| 36Ar \| 0.334% \| стабилан \| стабилан \| стабилан \| стабилан \| \| 37Ar \| syn \| 35 d \| ε \| 37Cl \| \| \| 38Ar \| 0.063% \| стабилан \| стабилан \| стабилан \| стабилан \| \| 39Ar \| trag \| 269 y \| β− \| 39K \| \| \| 40Ar \| 99.604% \| стабилан \| стабилан \| стабилан \| стабилан \| \| 41Ar \| syn \| 109.34 мин \| β− \| 41K \| \| \| 42Ar \| syn \| 32.9 y \| β− \| 42K \| \| 36Ar и 38Ar садржај у природним узорцима може бити и 2,07%, односно 4,3%. 40Аr је остатак у таквим случајевима, чији садржај може бити нижи до 93,6%. |                                             |            |          |          |          |
| Стандардна атомска маса Ar, standard(Ar) | - [39.792, 39.963] - Конвенционални: 39.948 |            |          |          |          |
| Изотоп | Изотоп                                      | Изотоп     | Распад   | Распад   | Распад   |
| | заступљеност                                | полураспад | начин    | производ |          |
| 36Ar | 0.334%                                      | стабилан   | стабилан | стабилан | стабилан |
| 37Ar | syn                                         | 35 d       | ε        | 37Cl     |          |
| 38Ar | 0.063%                                      | стабилан   | стабилан | стабилан | стабилан |
| 39Ar | trag                                        | 269 y      | β−       | 39K      |          |
| 40Ar | 99.604%                                     | стабилан   | стабилан | стабилан | стабилан |
| 41Ar | syn                                         | 109.34 мин | β−       | 41K      |          |
| 42Ar | syn                                         | 32.9 y     | β−       | 42K      |          |